# Makowlany
Makowlany [pronunciación en polaco: /makɔˈvlanɨ/] es un pueblo ubicado en el distrito administrativo de Gmina Sidra, dentro del Condado de Sokółka, Voivodato de Podlaquia, en el norte de Polonia oriental. Se encuentra aproximadamente a 3 kilómetros al suroeste de Sidra, a 16 kilómetros al norte de Sokółka, y a 50 kilómetros al norte de la capital regional Białystok.